# 데오카 다이키
데오카 다이키(일본어: 出岡 大輝, 1994년 8월 16일~)는 일본의 축구 선수이다.

## 구단 경력
그는 2017년 J2리그의 더스파구사쓰 군마에 입단했다. 2017년후 J3리그에 강등했다. 2018년 8월 후지에다 MYFC로 이적했다. 2020년부터 2021년까지 일본 풋볼 리그의 스즈카 포인트 게터스에서 뛰었다.